# Соркина, Елена Викторовна
Елена Викторовна Соркина (род. 7 августа 1945, Минск) — советская и израильская шашистка, двукратная чемпионка СССР по русским шашкам 1973 и 1975 годов, серебряный призёр чемпионатов СССР по русским шашкам 1978 и 1979 годов, бронзовый призёр чемпионата 1974 года, многократная чемпионка Белорусской ССР. Мастер спорта СССР. С 1991 года проживает в Израиле в Петах-Тикве. Чемпионка Израиля по международным шашкам среди женщин (1995, 2001, 2013).

## Биография
Лену Соркину заинтересовал шашками старший брат. Тренировалась она у И. С. Бельского. Окончила математический факультет Белорусского государственного университета, работала программистом. В 1991 году переехала в Израиль, работает программистом в кредитной компании.[когда?] Была чемпионкой Израиля по русским и международным шашкам. Гроссмейстер Израиля. Много лет[когда?] выполняет обязанности секретаря Федерации шашек Израиля.